# Język mongondow
Język mongondow, także bolaang-mongondow – język z rodziny austronezyjskiej, rozpowszechniony wśród ludu Mongondow w północnej części wyspy Celebes w Indonezji. Należy do grupy języków filipińskich. Historycznie służył jako język królestwa Bolaang Mongondow.
Według danych z 2000 roku posługuje się nim 230 tys. osób. Wyróżnia się trzy dialekty: lolayan, dumoga, passi (pasi). Różnice między nimi dotyczą cech wymowy i leksyki. „Bolaang” i „Mongondow” to nazwy dwóch regionów o wspólnej tożsamości językowej i kulturowej.
Jeden z języków gorontalo-mongondow, jest szczególnie bliski pomniejszym językom ponosakan i lolak. Lud Ponosakan, zamieszkujący region Minahasa, ma wręcz wywodzić się z Mongondow. Odległy genealogicznie język lolak (pokrewny językowi gorontalo) zapożyczył z mongondow dużą część słownictwa.
Występują zapożyczenia z języków malajskiego i ternate. W mongondow zidentyfikowano też zasób arabizmów. Historycznie region znajdował się pod wpływem Sułtanatu Ternate. Wśród ludności Mongondow w użyciu jest także język indonezyjski. W nowszych czasach zaobserwowano znaczny wpływ leksyki indonezyjskiej, dochodzi wręcz do zaniku wielu elementów rodzimego słownictwa.
Jest wyraźnie zagrożony wymarciem. Już w latach 80. XX w. był częściowo wypierany przez malajski miasta Manado, do czego przyczyniała się migracja ludności Mongondow. W latach 90. odnotowano, że w niektórych wsiach preferowanym środkiem komunikacji staje się język narodowy (w dwóch miejscowościach dominował wśród dzieci, a w jednej przeważał we wszystkich grupach wiekowych). Według doniesień z 2008 r. głównym językiem młodszego pokolenia jest malajski miasta Manado.
Materiały nt. języka mongondow są dość ograniczone, ale pewne zasługi na polu jego dokumentacji położyli autorzy zachodni. Pierwsze dane (przede wszystkim leksykalne i tekstowe) opublikowali w II poł. XIX w. misjonarze N.P. Wilken i J.A. Schwarz, którzy w 1866 r. odwiedzili region Mongondow. Badania w regionie prowadził też niderlandzki misjonarz W. Dunnebier. Dokumentacja z XX w. obejmuje opracowanie gramatyczne (Spraakkunst van het Bolaang Mongondowsch, 1929–1930), słownik (Bolaang mongondowsch-nederlandsch woordenboek, 1951 ) i zbiór tekstów (Bolaang Mongondowsche teksten, 1953). W języku indonezyjskim powstała publikacja Morfologi dan Sintaksis Bahasa Bolaang Mongondow (1981) . Jest zapisywany alfabetem łacińskim.

## Zaimki osobowe
| 1. os. lp. | akoeoi (=akuoi) | 1. os. lmn. (exclusivus) | kami                         |
| 1. os. lp. | akoeoi (=akuoi) | 1. os. lmn. (inclusivus) | kita                         |
| 2. os. lp. | iko / ikow      | 2. os. lmn.              | moïko / moïkow kamoe (=kamu) |
| 3. os. lp. | sia             | 3. os. lmn.              | mosia taja (=taya) / tara    |
Źródło: Dunnebier (1930)